# Hösjön (Surteby-Kattunga socken, Västergötland)
Hösjön är en sjö i Marks kommun i Västergötland och ingår i Viskans huvudavrinningsområde.